# Bessera elegans
Corail du Mexique · Goutte de corail
Espèce
Bessera elegans, le Corail du Mexique ou la Goutte de corail, est une espèce de plantes à fleurs de la famille des Asparagaceae. Son aire de répartition d'origine est le Mexique. C'est un géophyte tubéreux qui pousse principalement dans le biome tropical à saisons sèches.

## Description
Bessera elegans est une plante herbacée pérenne, qui mesure plus de 70 cm de haut. Les fleurs sont des ombelles pendantes et voyantes de couleur écarlate et blanche. Les feuilles sont atténuées, dressées.

## Répartition
Originaire du centre et du sud du Mexique, B. elegans est également cultivée comme plante ornementale.

## Galerie

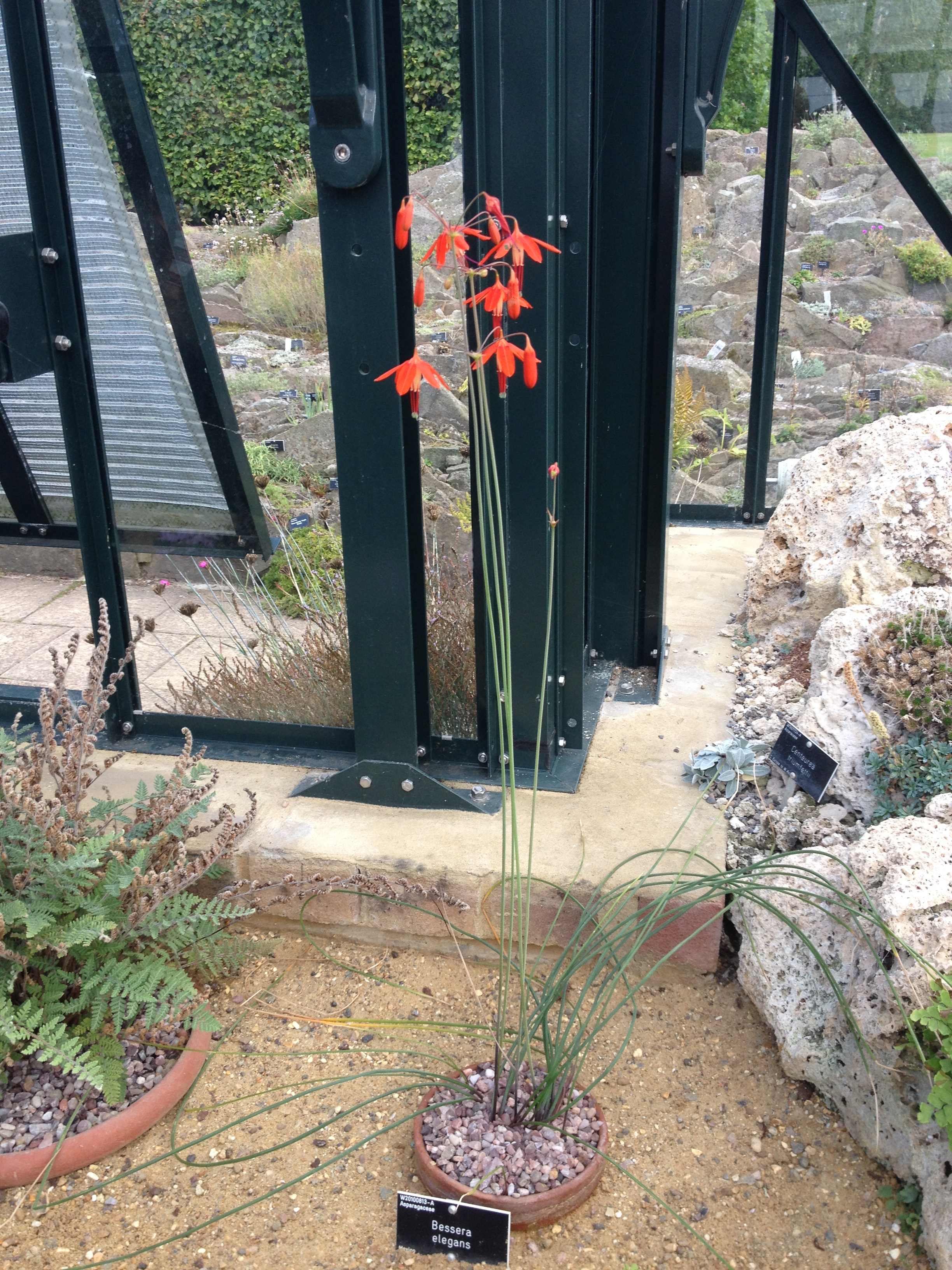
Bessera elegans dans la maison alpine du RHS Garden dans le Surrey, Angleterre.
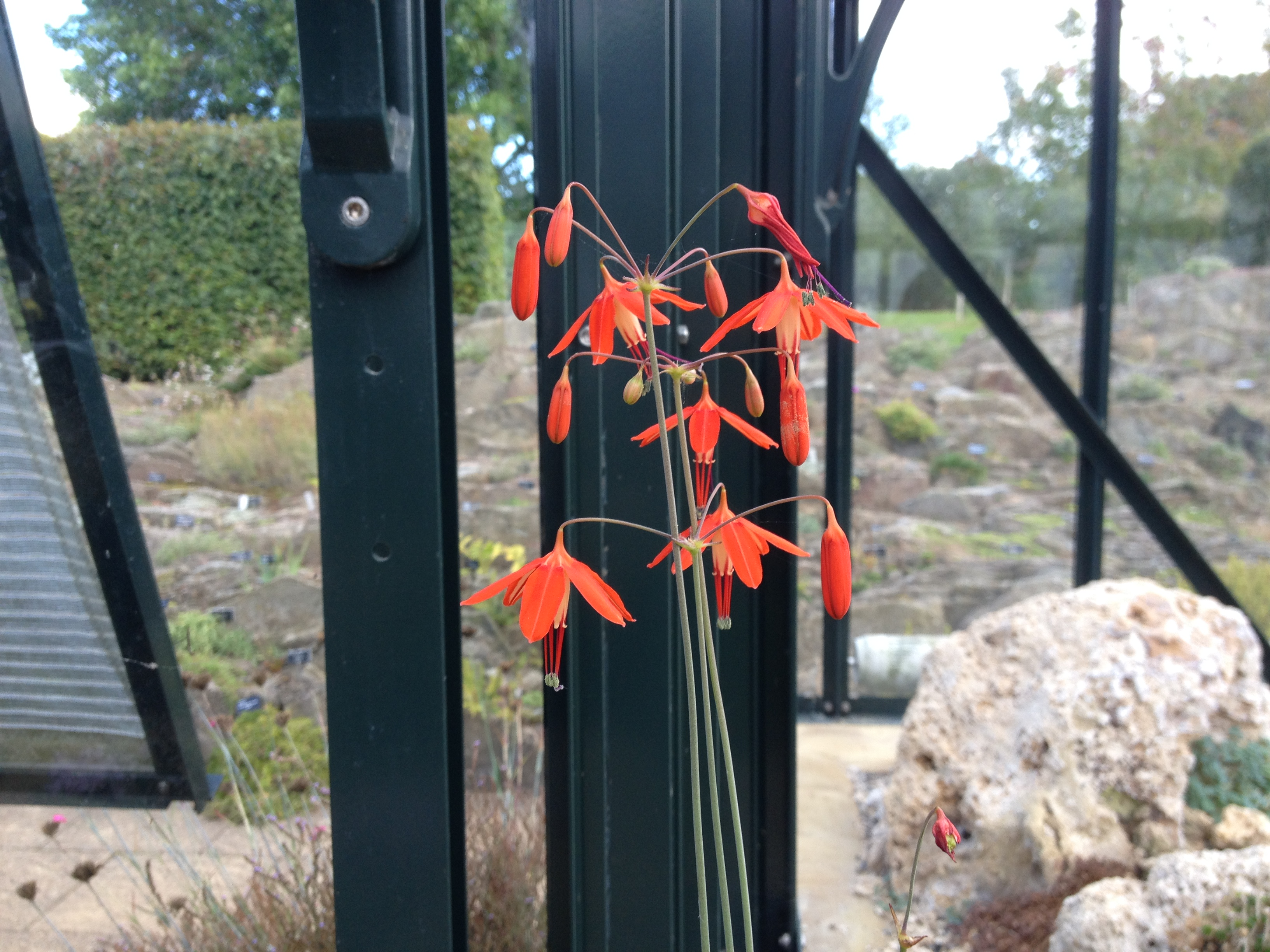
Bessera elegans, inflorescence.
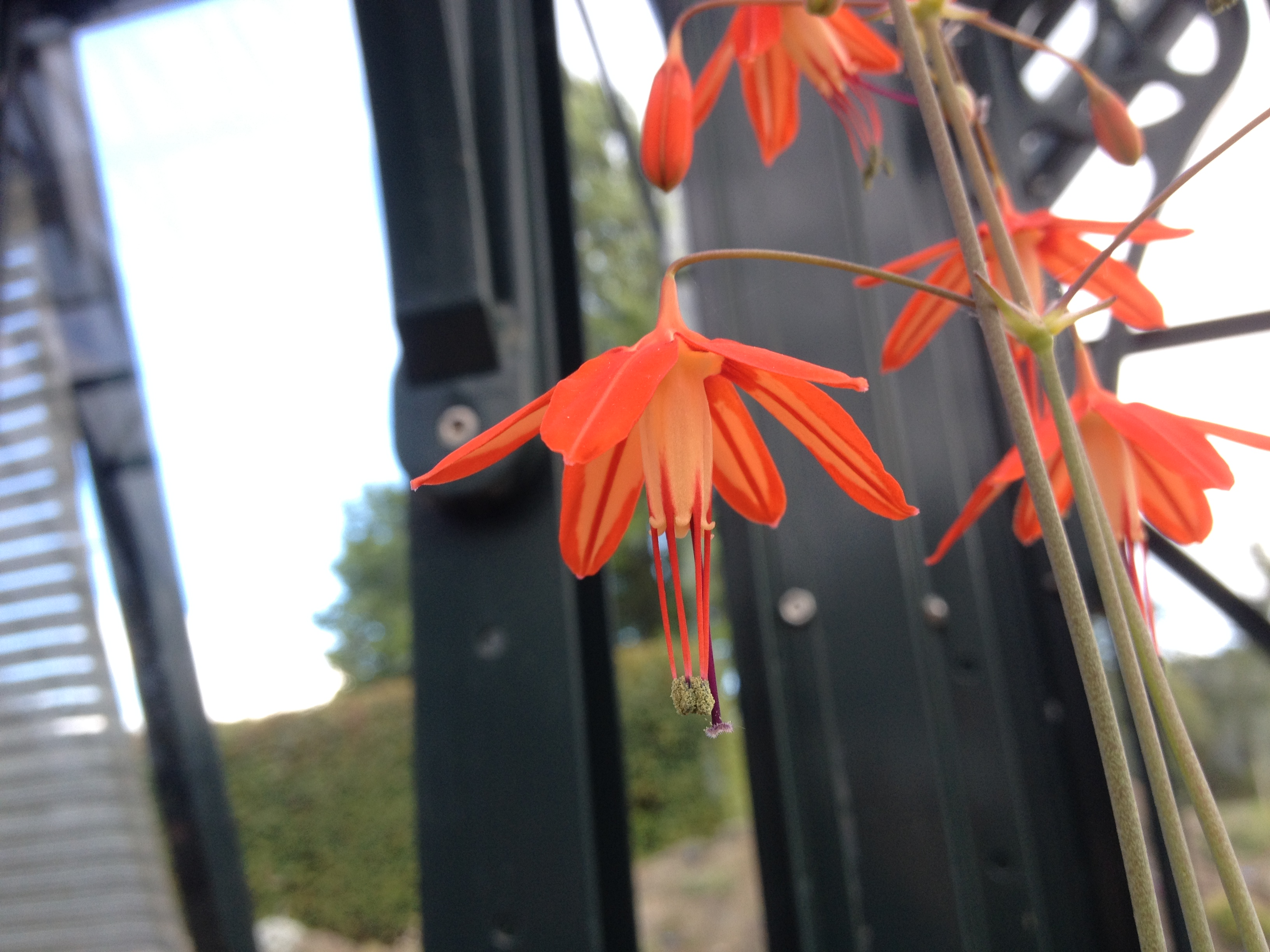
Bessera elegans, gros plan.

## Systématique
Le nom correct complet (avec auteur) de ce taxon est Bessera elegansSchult.f..
Ce taxon porte en français les noms vernaculaires ou normalisés suivants : Corail du Mexique, Goutte de corail.
Son nom vernaculaire anglais est Coral drops.
Bessera elegans a pour synonymes :
- Bessera fistulosa (Herb.) Paxton
- Bessera fistulosa (Herb.) Pritz.
- Bessera herbertii G.Don
- Bessera miniata Lem.
- Bessera multiflora M.Martens & Galeotti
- Pharium elegans (Schult.f.) Steud.
- Pharium fistulosum Herb.
- Pharium herbertii (G.Don) Steud.